# The Fortune Teller
The Fortune Teller je loutková hra z roku 2006. Jejími autory jsou Erik Sanko a jeho manželka Jessica Grindstaff. Hudbu k ní složili Danny Elfman a Erik Sanko, o zvukový design při vystoupení se staral Andy Green a režiséry představení byli Sanko a Grindstaff. Vypravěčem byl irský zpěvák Gavin Friday. Jedná se o Sankovu první kompletní loutkovou hru. Hra byla původně uvedena v roce 2006 v New Yorku. V roce 2007 pak také v Kalifornii.